# Dolichopeza subposticata
Dolichopeza subposticata är en tvåvingeart som beskrevs av Alexander 1928. Dolichopeza subposticata ingår i släktet Dolichopeza och familjen storharkrankar. Inga underarter finns listade i Catalogue of Life.